# Nothobranchius rachovii
Nothobranchius rachovii è un piccolo pesce d'acqua dolce, appartenente alla famiglia di recente istituzione Nothobranchiidae.

## Distribuzione e habitat
Questa specie è diffusa in Mozambico e Sudafrica, nelle pianure costiere vicino a Beira e nelle paludi del Parco Nazionale Kruger. Abita gli stagni e le paludi stagionali.

## Descrizione
In questa specie il dimorfismo sessuale è molto visibile: il maschio ha corpo allungato, piuttosto alto, compresso ai fianchi, e presenta la pinna dorsale e quella anale piuttosto sviluppate, opposte e simmetriche. La livrea è splendida: gli occhi sono gialli, segnati di nero, mentre il colore di fondo è un rosso vivo intervallato, appena dopo l'occhio, da macchie azzurre presenti in ogni scaglia, tale da formare un coloratissimo reticolo. Le pettorali sono trasparenti, le pinne ventrali sono rosse orlate d'azzurro. La pinna dorsale e quella anale sono azzurre, screziate di rosso scuro. La pinna caudale è simile alla pinna dorsale, ma dalla sua metà alla fine presenta una fascia di arancio vivo, orlata di nero. La femmina è più piccola e allungata, con una livrea beige puntata d'azzurro diafano, dove ben visibili sono il sacco degli organi e il tessuto sanguigno delle branchie. Raggiungono una lunghezza di 6 cm. 

Gli allevatori e gli appassionati tendono a distinguere alcune varietà di colorazioni a seconda della provenienza geografica.

## Riproduzione
Sono pesci annuali, sessualmente maturi in cattivtà dopo 1-3 mesi, a seconda della temperatura dell'acqua e dell'alimentazione. Le uova, deposte nel substrato, hanno un'incubazione variabile, che in acquario può durare per diversi mesi. La lunga incubazione, sia in acqua che, alternativamente, su un substrato asciutto, risulta necessaria per superare la stagione secca nei luoghi d'origine.

## Acquariofilia
Pesce poco diffuso poiché di difficile mantenimento in acquario, è allevato e commercializzato prevalentemente da appassionati.